# Porphyrinia substrigula
Porphyrinia substrigula är en fjärilsart som beskrevs av Otto Staudinger 1891. Porphyrinia substrigula ingår i släktet Porphyrinia och familjen nattflyn. Inga underarter finns listade i Catalogue of Life.